# Operace Moše (1948)

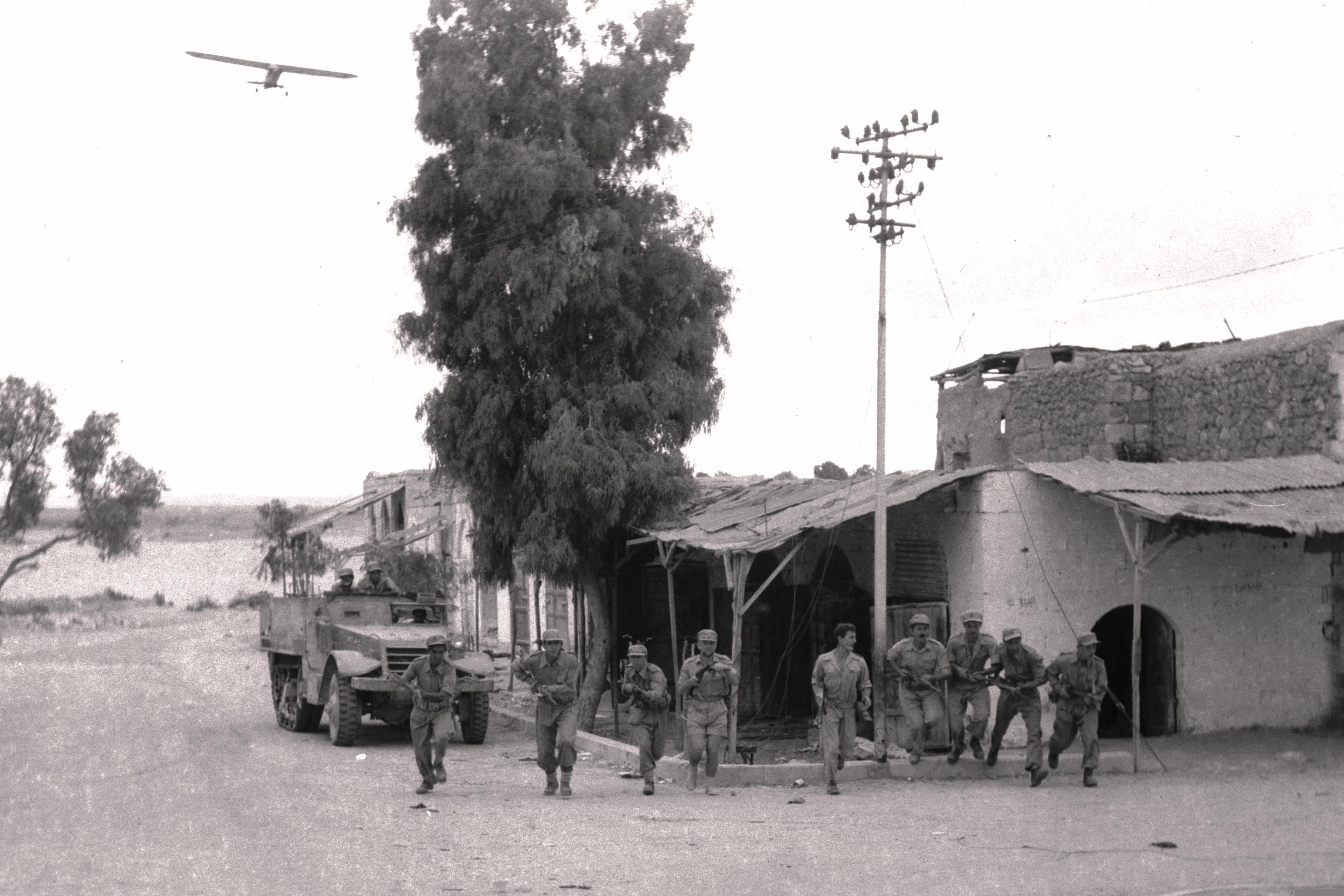
Izraelští vojáci dobývají Beerševu

Operace Moše (hebrejsky מבצע משה‎, mivca Moše, nazývána též Bitva o Beerševu, הקרב על באר שבע‎, ha-krav al Be'er Ševa) byla vojenská akce izraelské armády provedená v říjnu 1948 během první arabsko-izraelské války. Šlo o součást operace Jo'av a došlo při ní k izraelskému dobytí města Beerševa.
Při operaci Jo'av Izraelci během jednoho týdny zničili egyptský západovýchodní koridor mezi obcemi Madždal a Bajt Džibrin, který po několik měsíců odděloval území Izraele od Negevské pouště. V závěru operace Jo'av byla jako zvláštní samostatná akce provedena operace Moše, která byla pojmenována podle Moše Alberta, jenž padl při obraně židovské osady Bejt Ešel. 21. října 1948 v jejím rámci Izraelci dobyli Beerševu. Následujícího dne vstoupilo v platnost třetí příměří. Izrael díky výsledku operace potvrdil svou suverenitu nad Negevem a získal budoucí metropoli izraelského jihu.